# ماركوس غرين
ماركوس غرين (بالإنجليزية: Marcus Green)‏ هو لاعب كرة قدم أمريكية أمريكي، ولد في 27 سبتمبر 1983 في لويفيل في الولايات المتحدة.

## وصلات خارجية
- ماركوس غرين على موقع مرجع كرة القدم المحترفة.كوم (الإنجليزية)